# Measham
Measham è un paese della contea del Leicestershire, in Inghilterra.